# يلدا حكيم
يلدا حكيم (بالإنجليزية: Yalda Hakim) (25 يونيو 1983 - )؛ صحفية إذاعية ومقدمة أخبار وصانعة أفلام وثائقية أسترالية من أصول أفغانية، تعمل في هيئة الإذاعة البريطانية.